# Айфельский акведук
Айфельский акведук — один из наиболее протяжённых акведуков Римской империи. Сооружение такого уровня является наглядной демонстрацией инженерного искусства древнеримских инженеров, чей уровень мастерства был утерян в Средние века.
Акведук Айфель, строительство которого было закончено в 80 году н. э., нёс свои воды на расстояние более 95 км с гор Айфель (расположенных на территории современной Германии) в древний город Colonia Claudia Ara Agrippinensium (современный Кёльн). Если же учитывать дополнительные участки акведука, ведущие к источникам, то его протяжённость составит 130 км. В отличие от большинства других римских акведуков Айфель был спроектирован таким образом, чтобы лишь минимально необходимая часть его конструкций проходила по поверхности. Акведук практически на всём своём протяжении расположен под землёй, что защищало его от повреждений и замерзания, и вода в нём движется исключительно под действием гравитации без каких-либо дополнительных устройств. Акведук Айфель также включает в себя несколько мостов (длиной до 1400 м), строительство которых было необходимо для преодоления равнин и рек.

## История

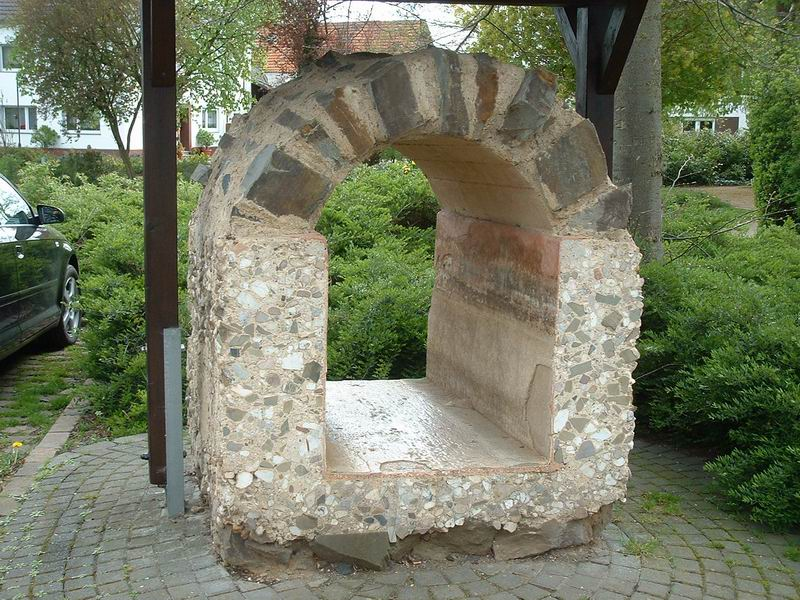
Небольшая часть акведука Айфель, сохранившаяся в Buschhoven, недалеко от Бонна

До постройки акведука Айфель город Кёльн получал воду из акведука Vorgebirge («предгорье»), который черпал свои воды в источниках региона Вилль и шёл на запад города. С ростом Кёльна пропускной способности этого акведука стало не хватать, кроме того его источники периодически пересыхали, а вода содержала некоторое количество ила. Для решения этой проблемы было принято решение строить акведук, берущий своё начало в горах Айфель.
Акведук Айфель был построен в северной части региона. Строили его из камней и бетона, в форме арки. Его максимальная пропускная способность составляла 20 000 кубометров питьевой воды в день. Воды из акведука Айфель использовались для питания фонтанов, бань и частных домов Кёльна. Акведук без перерывов использовался вплоть до 260 года, когда он был частично разрушен во время первых набегов германских племён. После этого его так и не восстановили, а Кёльн продолжил получать воду только от акведука Vorgebirge.

## Маршрут
Акведук Айфель брал своё начало у источника возле Неттерсхайма в долине реки Урфт. Затем по равнине он шёл к коммуне Калль, где пересекал водораздел реки Маас и Рейна. Римские инженеры выбрали это место для преодоления водораздела для того, чтобы не было необходимости строить ни насосы, ни туннель. Затем акведук шёл параллельно северной гряде гор Айфель, пересекая реку Эрфт возле селения Kreuzweingarten (в районе Ойскирхен) и реку Свист — здесь он представлял собой арочный мост. В районе селения Kottenforst, к северо-западу от Бонна, акведук Айфель проходил через возвышенность Vorgebirge. Наконец, он шёл через Брюль и Хюрт и заканчивался в Кёльне. С основным сооружением также соединялись акведуками несколько дополнительных источников, отвечавших римским строгим стандартам качества воды.

## Архитектура

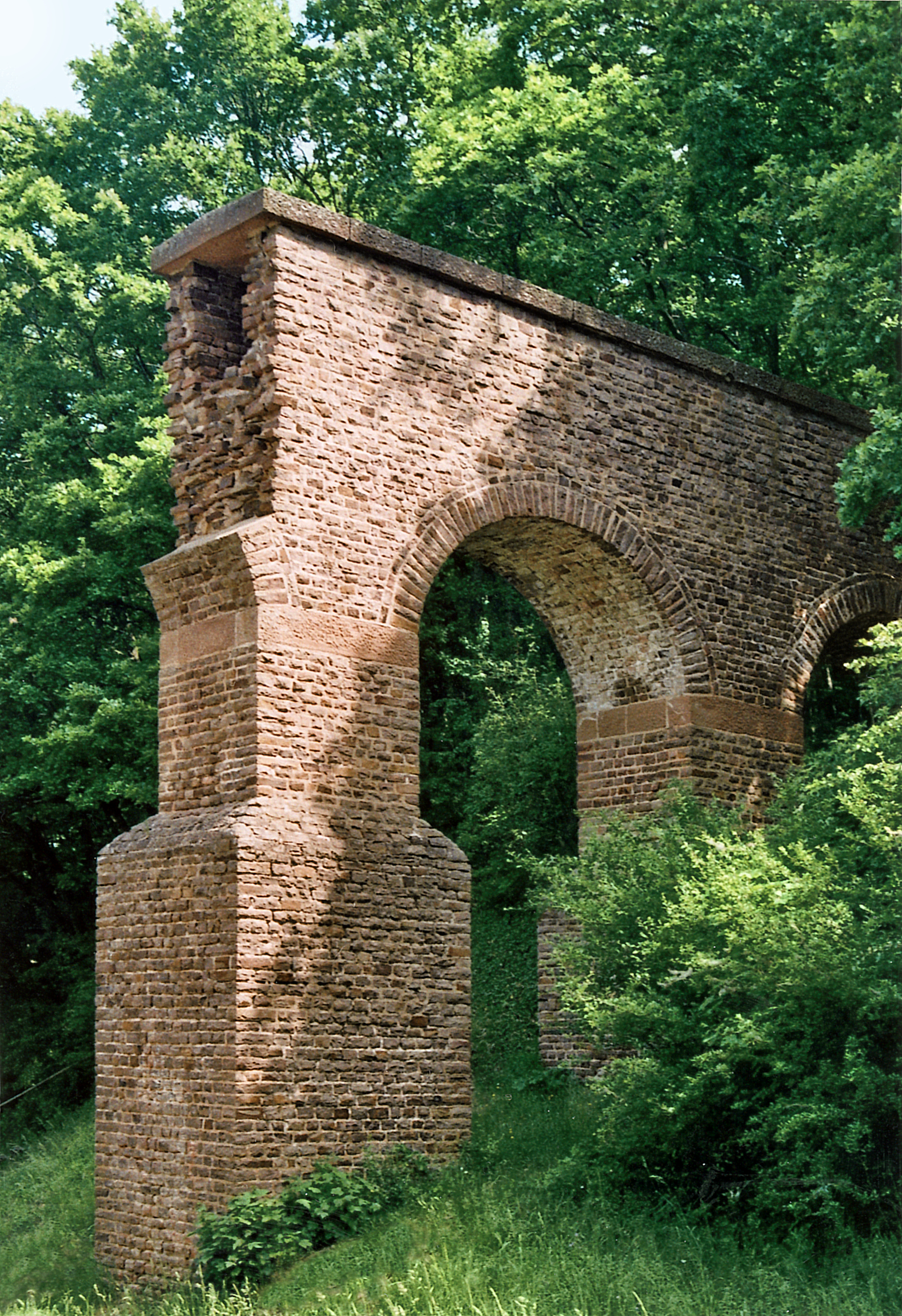
Реконструированная часть акведука возле Mechernich-Vussem

Для защиты от морозов бо́льшая часть акведука Айфель была проложена не по поверхности, а на глубине 1 м под землёй. Археологические раскопки показали, что римские инженеры делали каменную подложку, на которую ставилась U-образная труба из камней или бетона, а поверх неё устанавливалась защитная крыша-арка из обрезанных камней, скреплённых известковым раствором.
Для придания U-образной формы трубе из бетона и при формировании защитной крыши использовались брёвна и доски. Частички дерева были найдены в бетоне спустя 2000 лет. Внутренняя ширина акведука равнялась 70 см, высота — 1 м, то есть при необходимости работник мог войти внутрь акведука для проведения ремонтных работ. Снаружи акведук был оштукатурен для защиты от грязи и дождевой воды. В нескольких местах применялась дренажная система для отвода грунтовых вод.
Внутренняя сторона акведука также была оштукатурена; здесь применялась красная штукатурка под названием opus signinum. Она состояла из негашенной извести и толчёных кирпичей. Этот раствор затвердевал под воздействием воды и предотвращал утечки ключевой воды наружу. Небольшие трещины заделывались золой дерева.

## Источники акведука

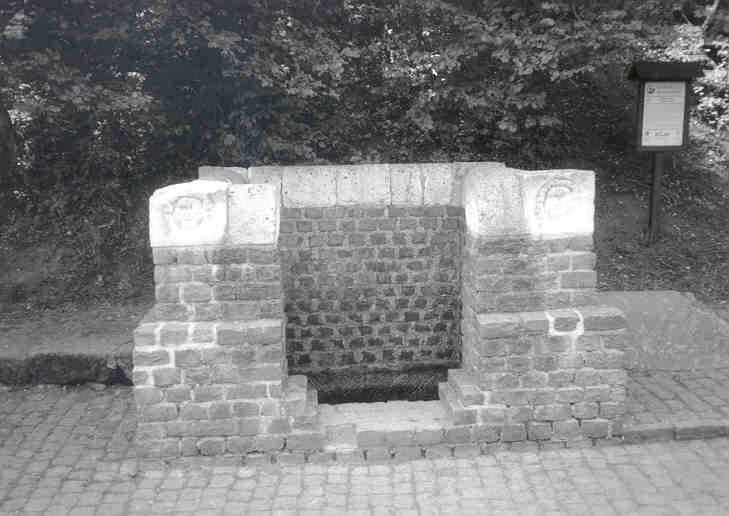
Источник Grüner Pütz отмечен римским бассейном

## Требования римлян к качеству воды

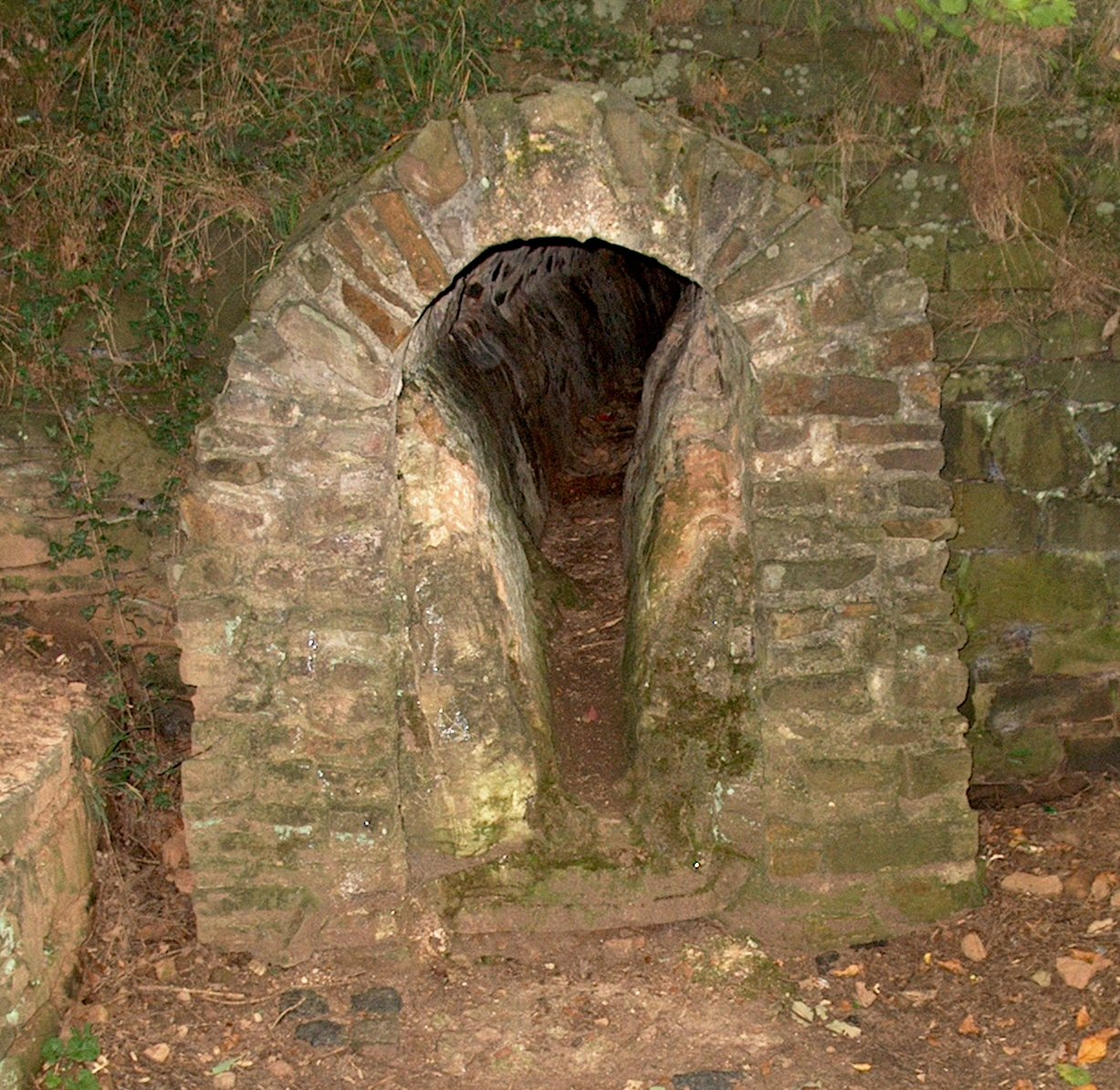
На этой части акведука возле Ойскирхен видны отложения карбоната кальция из жёсткой воды на стенках трубы

## Функционирование акведука

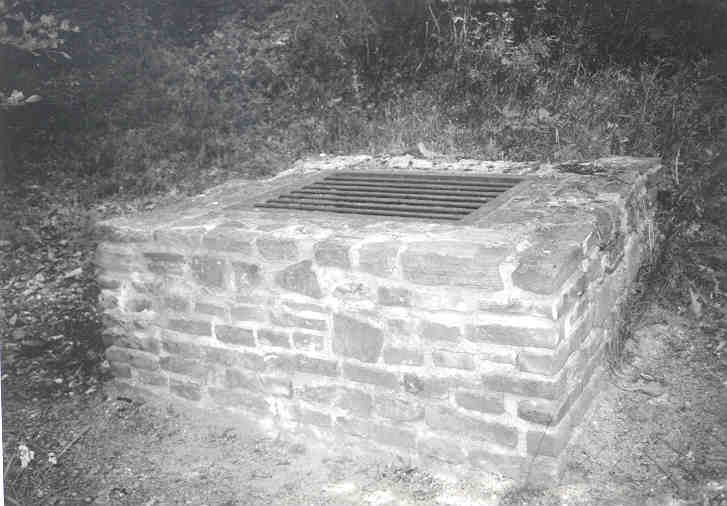
Обслуживающий персонал мог попасть внутрь акведука через шахты, подобные этой

## Акведук как источник камня

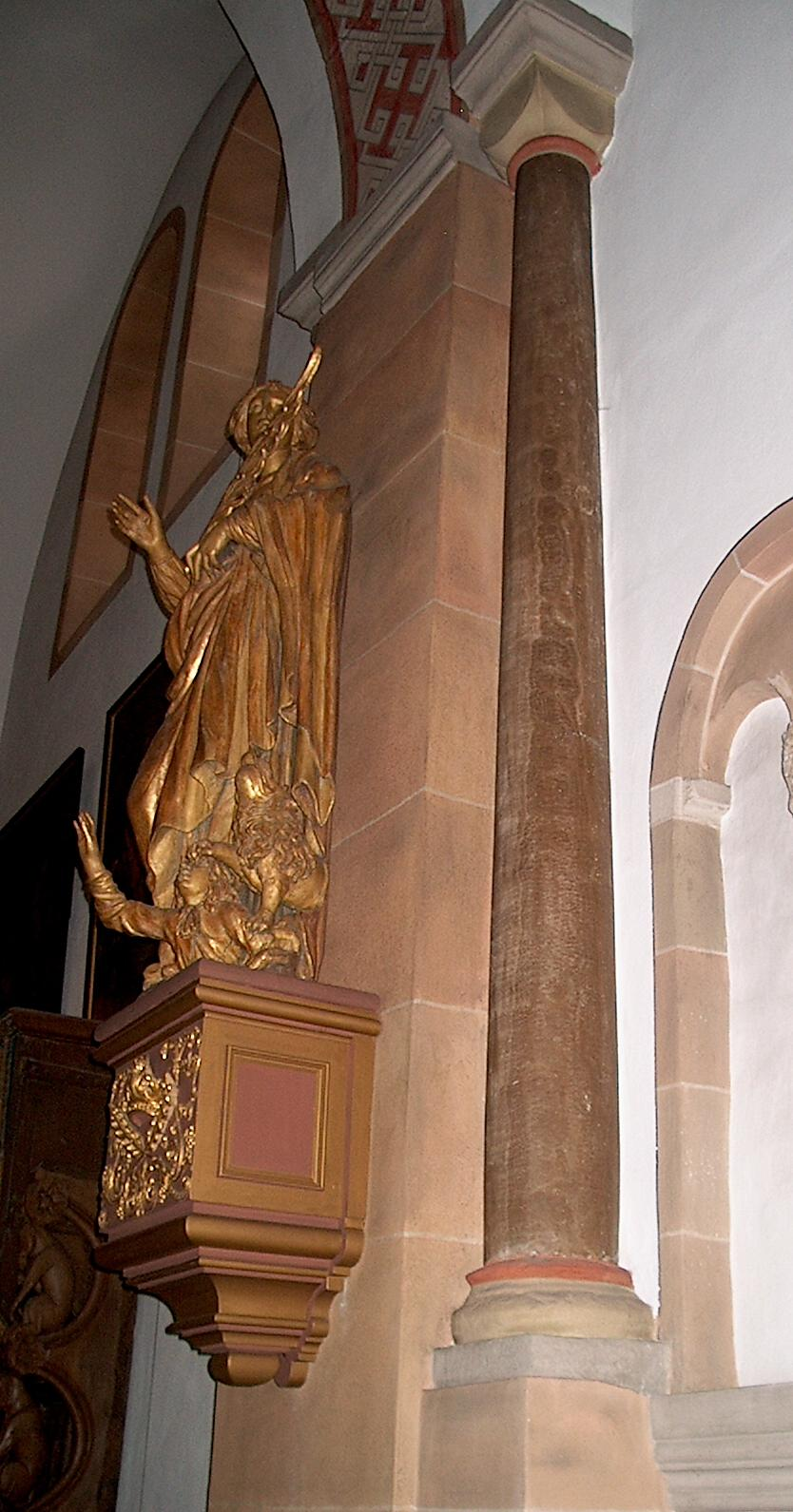
Колонна из церкви Bad Münstereifel Святых Кристиана и Дарии, сделанная из «Айфельского мрамора»

## Туризм

Туристический маршрут вдоль акведука Айфель отмечен данным знаком